# أصليهان مالبورا
أصليهان مالبورا (مواليد 27 مارس 1995) هي ممثلة تركية بدأت مسيرتها الفنية عام 2017، أشتهرت لدورها في مسلسل ثلاثة قروش.

## حياتها
ولد في 27 مارس 1995 في أفيون قره حصار. أكمل تعليمه الابتدائي والمتوسط في أفيون قره حصار. انتقل إلى اسطنبول في عام 2012 لمتابعة دراسته العالية ودرس في قسم هندسة الطعام والكيمياء في جامعة إسطنبول التقنية. تخرج من قسم هندسة الطعام.
بدأت تلقي تدريبًا في التمثيل أثناء سنواتها في الجامعة. حصلت على دروس أساسية في التمثيل والحركة والمسرح لمدة عام في أكاديمي 35.5 Sanat Evi. 
بدأت مسيرتها التمثيلية في عام 2017 بدور "زينب" الذي قدمته في مسلسل "Seven Ne Yapmaz". ثم أدت دور "ساليها سلطان" في مسلسل "Kalbimin Sultanı" عام 2018، ودور "أيدا" في مسلسل "Her Yerde Sen" عام 2019، ودور "ديرين" في مسلسل "Gel Dese Aşk". فيما بعد، لعبت دور "ليلى چاكا" في مسلسل "Üç Kuruş" عام 2021. وفي النهاية، قدمت دور "إيجي سيرفت" في مسلسل "Darmaduman".
بالإضافة إلى المسلسلات التلفزيونية، شاركت أيضًا في أفلام سينمائية، حيث أدت دور "زينب" في فيلم الكوميديا "Aile Hükûmeti" عام 2020.

## روابط خارجية
- أصليهان مالبورا على موقع IMDb (الإنجليزية)
- أصليهان مالبورا على موقع روتن توميتوز (الإنجليزية)
- أصليهان مالبورا على موقع أول موفي (الإنجليزية)